# Гусєв Володимир Олександрович
Володимир Олександрович Гусєв (рос. Владимир Александрович Гусев; нар. 25 квітня 1945, Калінін, РРФСР, СРСР) — радянський російський мистецтвознавець, кандидат мистецтвознавства, доцент кафедри російського радянського мистецтва Інституту живопису, скульптури та архітектури ім. І. Є. Рєпіна. Директор Державного Російського музею (1988—2023). Академік РАХ (2001). Заслужений діяч мистецтв РФ (1996). Лавреат Державної премії РФ (2004) та премії Уряду РФ (2013). Член Спілки художників СРСР з 1975 року.

## Життєпис
Володимир Гусєв народився 25 квітня 1945 року в місті Калінін, тепер Твер, РРФСР, СРСР. Закінчив школу, Калінінський індустріальний технікум. Кілька років працював на заводі, був начальником креслярського бюро у військовому НДІ.
У 1974 році закінчив Ленінградський інститут живопису, скульптури та архітектури ім. І. Є. Рєпіна.
З 1975 по 1978 рік Володимир Гусєв працював у Ленінградській організації Спілки художників. Спочатку — вченим секретарем, потім — відповідальним секретарем правління.
У Російському музеї працює з 1978 року. Був науковим співробітником завідувачем відділом сучасного мистецтва заступником директора з наукової роботи. Призначений директором Російського музею в червні 1988 року.

## Позиція стосовно України
У березні 2014 року підписав листа на підтримку політики президента Росії Володимира Путіна щодо російської військової інтервенції в Україну.